# Strada statale 94 del Varco di Pietrastretta
La strada statale 94 del Varco di Pietrastretta (SS 94, Vietri di Potenza) è una strada statale italiana, e si trova completamente in agro del Comune di Vietri di Potenza (PZ).
Il tracciato originale era lungo 52,450 km e iniziando in provincia di Salerno, presso Auletta, si snodava in provincia di Potenza, toccando come primo paese della Basilicata Vietri di Potenza, e terminava presso Potenza.
In seguito al decreto legislativo n. 112 del 1998, dal 2001, l'attuale tracciato si snoda soltanto in Basilicata ed è lungo 0,620 km; inizia presso lo svincolo di Vietri di Potenza-Balvano del raccordo autostradale Sicignano-Potenza e termina presso il valico del Marmo.

## Strada statale 94 dir del Varco di Pietrastretta (Vietri di Potenza)
La strada statale 94 dir del Varco di Pietrastretta (SS 94 dir) è una strada statale italiana, diramazione della SS 94.
Inizia presso lo svincolo di Vietri di Potenza-Balvano del raccordo autostradale Sicignano-Potenza e dopo 11,900 km si innesta con la strada statale 7 Via Appia presso la stazione di Baragiano.

## Strada regionale 94 del Varco di Pietrastretta
Il tratto campano della SS 94 è stato declassato in:
- strada regionale 94/a Innesto SS 19 (varco di Pietra stretta)-Innesto SP 341-Innesto ex SS 19 ter;
- strada regionale 94/b Innesto ex SS 19 ter (loc. Mattine di Auletta)-Auletta-SS 19.

La gestione e la manutenzione è affidata alla Provincia di Salerno.